# Рогата жаба Гюнтера
Рогата жаба Гюнтера (Ceratobatrachus guentheri) — єдиний вид земноводних роду рогата жаба родини рогатих жаб. Отримала назву на честь вченого Альберта Гюнтера.

## Опис
Загальні розміри тіла сягають 5-8,5 см. Спостерігається статевий диморфізм: самиці більші за самців. Її трикутна плеската голова дуже невелика і витягнута на морді в гострокінцевий шкірний виріст. По одному такому ж вістрю мається на верхніх повіках, над заднепроходним отвором і п'ятковим зчленуванням. Поперек голови і уздовж спини проходять більш-менш численні тонкі шкірні складки. Вузька, часто зубчаста шкірна лопать оздоблює зовнішню сторону передпліччя і плесна. Вся нижня сторона тіла у дрібних зернистих бородавочках. Забарвлення і малюнок на тілі жаби дуже мінливі і мають пристосувальне значення, допомагаючи їй зливатися з навколишнім фоном. 

## Спосіб життя
Полюбляє тропічні ліси, приміські садиби. Веде наземний спосіб життя. Зустрічається на висоті до 700 м над рівнем моря. Часто ховається серед листя. Активна вночі. Живиться комахами та членистоногими. 
Розмноження відбувається у сезон дощів. Самиця під час сезону дощів відкладає яйця у порожнини, які формують основу дерев. Розвиток жабенят відбувається в яйці, без стадії пуголовків.

## Розповсюдження
Поширена на архіпелазі Соломонові острови.  